# بالاتسو سان جرفازيو
بالاتسو سان جرفازيو (بالإيطالية: Palazzo San Gervasio)‏ هي بلدية في مقاطعة بوتنسا في إقليم بازيليكاتا الإيطالي.

## السكان
في سنة 1861 بلغ عدد السكان 6٬932 نسمة، وتطور العدد ليصل في سنة 2011 لـ 5٬027 نسمة.
يظهر هذا المخطط البياني تطور النمو السكاني لـ بالاتسو سان جرفازيو